# Johann Baptist Seidenberger
Johann Baptist Seidenberger (* 16. Februar 1860 in Mainz; † 16. November 1923 in Bingen) war ein katholischer deutscher Pädagoge und Historiker. 
Er wurde 1889 mit einer Arbeit über zum spätmittelalterlichen Zunftkampf in Mainz promoviert und wirkte als Lehrer und Schulleiter u. a. in Bingen. Er arbeitete an mehreren Zeitungen und Zeitschriften mit, darunter Hochland und Literarischer Handweiser und verfasste u. a. eine Monographie über den katholischen Pädagogen Otto Willmann.